# Raquel Kops-Jones
Raquel Kops-Jones (Fresno, 8 december 1982) is een professioneel tennisspeelster uit de Verenigde Staten van Amerika. Kops is de achternaam van haar moeder; Jones die van haar vader. In juli 2015 huwde zij Toby Atawo – vanaf 2016 speelt zij onder de naam Raquel Atawo.

## Loopbaan
In 2000 speelde zij haar eerste ITF-toernooi in Amerika. In 2008 won zij de enkelspeltitel op het ITF-toernooi van Pelham (VS).
In 2008 speelde zij samen met Abigail Spears de kwartfinale van het US Open. In 2010 bereikte zij ook op het gemengddubbelspeltoernooi van het Australian Open de kwartfinale, samen met Dick Norman. Van januari 2011 tot mei 2015 speelde zij de vrouwendubbelspeltoernooien uitsluitend met Abigail Spears. In 2012 won dit koppel vier WTA-toernooien; zij bereikten tevens de kwartfinale op Wimbledon 2012, waarin zij werden verslagen door de zussen Williams. In 2013 stonden zij drie keer in een WTA-finale, waarvan zij er twee wonnen. In 2014 bereikten zij hun beste grandslamresultaat tot dat moment: de halve finale op het Australian Open. Sinds mei treedt zij soms met een andere partner op, maar WTA-finales bereikte zij uitsluitend met Spears, tot het einde van hun samenwerking (eind 2016).
Sinds 2017 speelt Atawo met diverse partners – met Jeļena Ostapenko won zij de titel in Stuttgart.

## Posities op deWTA-ranglijst
Positie per einde seizoen:
| jaar | rang enkelspel | rang dubbelspel |
| ---- | -------------- | --------------- |
| 2001 | 905            | –               |
| 2003 | 579            | 620             |
| 2004 | 559            | 677             |
| 2005 | 413            | 312             |
| 2006 | 261            | 152             |
| 2007 | 176            | 93              |
| 2008 | 275            | 55              |
| 2009 | 676            | 36              |
| 2010 | –              | 63              |
| 2011 | 716            | 37              |
| 2012 | 1116           | 13              |
| 2013 | –              | 23              |
| 2014 | 812            | 12              |
| 2015 | 1194           | 18              |
| 2016 | –              | 21              |
| 2017 | –              | 34              |
| 2018 | –              | 26              |

## Palmares
| Legenda                | Legenda                  |
| ---------------------- | ------------------------ |
| Grandslamtoernooi      |                          |
| Olympische Spelen      |                          |
| Year-End Championships |                          |
| tot 2009               | 2009 – 2020 / vanaf 2021 |
| Tier I                 | Premier Mandatory        |
| Tier II                | Premier Five / WTA 1000  |
| Tier III               | Premier / WTA 500        |
| Tier IV & V            | International / WTA 250  |
|                        | Challenger / WTA 125     |

### WTA-finaleplaatsen enkelspel
geen

### WTA-finaleplaatsen vrouwendubbelspel
| nr.              | finale     | toernooi          | ondergrond    | partner               | tegenstandsters                               | score            |         |
| ---------------- | ---------- | ----------------- | ------------- | --------------------- | --------------------------------------------- | ---------------- | ------- |
| gewonnen finales |            |                   |               |                       |                                               |                  |         |
| 1.               | 2007-11-04 | WTA Québec        | tapijt (i)    | Christina Fusano      | Stéphanie Dubois Renata Voráčová              | 6-2, 7-6         | details |
| 2.               | 2009-05-10 | WTA Estoril       | gravel        | Abigail Spears        | Sharon Fichman Katalin Marosi                 | 2-6, 6-3, [10-5] | details |
| 3.               | 2009-05-23 | WTA Warschau      | gravel        | Bethanie Mattek-Sands | Yan Zi Zheng Jie                              | 6-1, 6-1         | details |
| 4.               | 2011-09-18 | WTA Québec        | tapijt (i)    | Abigail Spears        | Jamie Hampton Anna Tatishvili                 | 6-1, 3-6, [10-6] | details |
| 5.               | 2012-07-22 | WTA Carlsbad      | hardcourt     | Abigail Spears        | Vania King Nadja Petrova                      | 6-2, 6-4         | details |
| 6.               | 2012-09-23 | WTA Seoel         | hardcourt     | Abigail Spears        | Akgul Amanmuradova Vania King                 | 2-6, 6-2, [10-8] | details |
| 7.               | 2012-09-29 | WTA Tokio         | hardcourt     | Abigail Spears        | Anna-Lena Grönefeld Květa Peschke             | 6-1, 6-4         | details |
| 8.               | 2012-10-14 | WTA Japan (Osaka) | hardcourt     | Abigail Spears        | Kimiko Date-Krumm Heather Watson              | 6-1, 6-4         | details |
| 9.               | 2013-07-28 | WTA Stanford      | hardcourt     | Abigail Spears        | Julia Görges Darija Jurak                     | 6-2, 7-6         | details |
| 10.              | 2013-08-04 | WTA Carlsbad      | hardcourt     | Abigail Spears        | Chan Hao-ching Janette Husárová               | 6-4, 6-1         | details |
| 11.              | 2014-06-15 | WTA Birmingham    | gras          | Abigail Spears        | Ashleigh Barty Casey Dellacqua                | 7-6, 6-1         | details |
| 12.              | 2014-08-17 | WTA Cincinnati    | hardcourt     | Abigail Spears        | Tímea Babos Kristina Mladenovic               | 6-1, 2-0, opg.   | details |
| 13.              | 2015-02-28 | WTA Doha          | hardcourt     | Abigail Spears        | Hsieh Su-wei Sania Mirza                      | 6-4, 6-4         | details |
| 14.              | 2015-06-14 | WTA Nottingham    | gras          | Abigail Spears        | Jocelyn Rae Anna Smith                        | 3-6, 6-3, [11-9] | details |
| 15.              | 2015-10-18 | WTA Linz          | hardcourt (i) | Abigail Spears        | Andrea Hlaváčková Lucie Hradecká              | 6-3, 7-5         | details |
| 16.              | 2016-07-24 | WTA Stanford      | hardcourt     | Abigail Spears        | Darija Jurak Anastasia Rodionova              | 6-3, 6-4         | details |
| 17.              | 2017-04-30 | WTA Stuttgart     | gravel (i)    | Jeļena Ostapenko      | Abigail Spears Katarina Srebotnik             | 6-4, 6-4         | details |
| 18.              | 2018-04-29 | WTA Stuttgart     | gravel (i)    | Anna-Lena Grönefeld   | Nicole Melichar Květa Peschke                 | 6-4, 6-7, [10-5] | details |
| verloren finales |            |                   |               |                       |                                               |                  |         |
| 1.               | 2009-06-14 | WTA Birmingham    | gras          | Abigail Spears        | Cara Black Liezel Huber                       | 1-6, 4-6         | details |
| 2.               | 2011-08-07 | WTA Carlsbad      | hardcourt     | Abigail Spears        | Květa Peschke Katarina Srebotnik              | 0-6, 2-6         | details |
| 3.               | 2012-01-07 | WTA Brisbane      | hardcourt     | Abigail Spears        | Nuria Llagostera Vives Arantxa Parra Santonja | 6-7, 6-7         | details |
| 4.               | 2012-02-19 | WTA Doha          | hardcourt     | Abigail Spears        | Liezel Huber Lisa Raymond                     | 3-6, 1-6         | details |
| 5.               | 2013-09-22 | WTA Seoel         | hardcourt     | Abigail Spears        | Chan Chin-wei Xu Yifan                        | 5-7, 3-6         | details |
| 6.               | 2014-02-22 | WTA Dubai         | hardcourt     | Abigail Spears        | Alla Koedrjavtseva Anastasia Rodionova        | 2-6, 7-5, [8-10] | details |
| 7.               | 2015-01-16 | WTA Sydney        | hardcourt     | Abigail Spears        | Bethanie Mattek-Sands Sania Mirza             | 3-6, 3-6         | details |
| 8.               | 2018-10-14 | WTA Linz          | hardcourt (i) | Anna-Lena Grönefeld   | Kirsten Flipkens Johanna Larsson              | 6-4, 4-6 [5-10]  | details |

## Resultaten grandslamtoernooien
| Legenda | Legenda                          |
| ------- | -------------------------------- |
| g.t.    | geen toernooi gehouden           |
| l.c.    | lagere categorie                 |
| –       | niet deelgenomen                 |
| G       | uitgeschakeld in de groepsfase   |
| 1R      | uitgeschakeld in de eerste ronde |
| 2R      | uitgeschakeld in de tweede ronde |
| 3R      | uitgeschakeld in de derde ronde  |
| 4R      | uitgeschakeld in de vierde ronde |
| KF      | uitgeschakeld in de kwartfinale  |
| HF      | uitgeschakeld in de halve finale |
| F       | de finale verloren               |
| W       | het toernooi gewonnen            |
| w-v     | winst/verlies-balans             |

### Vrouwendubbelspel
| toernooi        | 2003 | 2004 |    | 2007 | 2008 | 2009 | 2010 | 2011 | 2012 | 2013 | 2014 | 2015 | 2016 | 2017 | 2018 | 2019 |
| --------------- | ---- | ---- | -- | ---- | ---- | ---- | ---- | ---- | ---- | ---- | ---- | ---- | ---- | ---- | ---- | ---- |
| Australian Open | –    | –    | –  | –    | 2R   | 2R   | 3R   | 1R   | 2R   | HF   | KF   | 2R   | KF   | 3R   | 2R   |      |
| Roland Garros   | –    | –    | –  | 3R   | 1R   | 1R   | 1R   | 2R   | 1R   | 2R   | 1R   | 2R   | 1R   | 2R   | 2R   |      |
| Wimbledon       | –    | –    | 1R | 3R   | 1R   | 1R   | 2R   | KF   | 3R   | 3R   | HF   | HF   | 1R   | 2R   | 2R   |      |
| US Open         | 1R   | 1R   | –  | KF   | 1R   | 1R   | 1R   | 3R   | 2R   | 1R   | 3R   | 1R   | 2R   | 3R   | 1R   |      |

### Gemengd dubbelspel
| toernooi        | 2009 | 2010 | 2011 | 2012 | 2013 | 2014 | 2015 | 2016 | 2017 | 2018 | 2019 |
| --------------- | ---- | ---- | ---- | ---- | ---- | ---- | ---- | ---- | ---- | ---- | ---- |
| Australian Open | –    | KF   | –    | 1R   | 1R   | 1R   | 1R   | 1R   | 2R   | –    | –    |
| Roland Garros   | 1R   | –    | –    | 1R   | 1R   | 2R   | 2R   | 1R   | 1R   | –    | –    |
| Wimbledon       | 1R   | –    | 1R   | 1R   | 2R   | 2R   | 3R   | 2R   | 1R   | 1R   | 1R   |
| US Open         | 2R   | 1R   | 2R   | 1R   | 2R   | 1R   | 2R   | 1R   | 2R   | 1R   | KF   |